# Ольгинська селищна рада
О́льгинська се́лищна ра́да — орган місцевого самоврядування Ольгинської селищної громади у Волноваському районі Донецької області.

## Склад ради
Рада складається з 20 депутатів та голови.
- Голова ради: Каїка Тетяна Валеріївна
- Секретар ради: Величко Світлана Вікторівна

### Керівний склад попередніх скликань
| Прізвище, ім'я, по батькові  | Основні відомості                                                        | Дата обрання | Дата звільнення |
| ---------------------------- | ------------------------------------------------------------------------ | ------------ | --------------- |
| Соколов Іван Григорович      | Селищний голова, 1951 року народження, член Партії регіонів              | 26.03.2006   | 31.10.2010      |
| Барнацький Геннадій Іванович | Селищний голова, 1955 року народження, освіта вища, член Партії регіонів | 31.10.2010   | 01.01.2014      |
| Каїка Тетяна Валеріївна      | Селищний голова, 1979 року народження, освіта вища, член Партії регіонів | 25.05.2014   |                 |

Примітка: таблиця складена за даними сайту Верховної Ради України

### Депутати
За результатами місцевих виборів 2010 року депутатами ради стали:

#### За суб'єктами висування
| Суб'єкт висування           | Кількість обраних депутатів | %  |
| --------------------------- | --------------------------- | -- |
| Партія регіонів             | 15                          | 75 |
| Самовисування               | 4                           | 20 |
| Комуністична партія України | 1                           | 5  |

#### За округами
| № округу                    | Прізвище, ім'я, по батькові      | Дата визнання обраним | Освіта  | Партійна приналежність | Відомості про обраного депутата                                 |
| --------------------------- | -------------------------------- | --------------------- | ------- | ---------------------- | --------------------------------------------------------------- |
| Комуністична партія України |                                  |                       |         |                        |                                                                 |
| 6                           | Цис Олена Петрівна               | 02.11.2010            | вища    | позапартійна           | ТОВ «Донбаснафтопродукт», заправник                             |
| Партія регіонів             |                                  |                       |         |                        |                                                                 |
| 3                           | Левченко Лілія Миколаївна        | 02.11.2010            | вища    | член Партії регіонів   | Ольгинська загальноосвітня школа, вчитель                       |
| 4                           | Безсмертна Олена Вячелавівна     | 02.11.2010            | середня | член Партії регіонів   | Ольгинська селищна рада, спеціаліст II категорії                |
| 5                           | Харченко Неля Володимирівна      | 02.11.2010            | вища    | член Партії регіонів   | Ольгинська загальноосвітня школа, вчитель                       |
| 7                           | Тохташ Олександр Володимирович   | 02.11.2010            | середня | член Партії регіонів   | ТОВ Донбаснафтопродукт; Волноваська філія, старший оператор АЗС |
| 8                           | Стоян Лариса Миколаївна          | 02.11.2010            | вища    | член Партії регіонів   | ясла-садок № 25, вихователь                                     |
| 9                           | Бовть Віта Віталіївна            | 02.11.2010            | вища    | член Партії регіонів   | Ольгинська загальноосвітня школа, вчитель                       |
| 10                          | Петренко Сергій Іванович         | 02.11.2010            | вища    | член Партії регіонів   | Ольгинська лікарська амбулаторія, лікар педіатр                 |
| 11                          | Тарасова Алла Вікторівна         | 02.11.2010            | середня | член Партії регіонів   | ясла-садок № 25, вихователь                                     |
| 12                          | Бойко Олександр Петрович         | 02.11.2010            | вища    | член Партії регіонів   | Мар ЛНДС, майстер лісу                                          |
| 13                          | Титар Дмитро Миколайович         | 02.11.2010            | вища    | позапартійний          | Ольгинська загальноосвітня школа, вчитель                       |
| 14                          | Рибаков Олексій Володимирович    | 02.11.2010            | середня | член Партії регіонів   | тимчасово не працює                                             |
| 16                          | Величко Світлана Вікторівна      | 02.11.2010            | вища    | член Партії регіонів   | Станція Великонадоль, квитковий касир                           |
| 18                          | Хожаїнова Наталя Володимирівна   | 02.11.2010            | середня | член Партії регіонів   | Ольгінська загальноосвітня школа, прибиральниця                 |
| 19                          | Пархоменко Олександр Миколайович | 02.11.2010            | вища    | член Партії регіонів   | ВАТ "Компанія «Вода Донбассу» , тракторист                      |
| 20                          | Точоних Наталя Володимирівна     | 02.11.2010            | середня | позапартійна           | БМЕУ−2, підсобний робітник                                      |
| Самовисування               |                                  |                       |         |                        |                                                                 |
| 1                           | Хижняк Євгеній Вікторович        | 02.11.2010            | вища    | позапартійний          | Миколаївське СТРГ, директор                                     |
| 2                           | Шевченко Денис Володимирович     | 02.11.2010            | середня | позапартійний          | ВАТ "Компанія «Вода Донбасу», водій                             |
| 15                          | Семенов Віктор Олександрович     | 02.11.2010            | середня | позапартійний          | ТОВ «Господарчик», директор                                     |
| 17                          | Ткаченко Дмитро Володимирович    | 02.11.2010            | вища    | член Партії регіонів   | вагонне депо, помічник начальника                               |